# Ferocactus flavovirens
Ferocactus flavovirens es una especie de la familia de las cactáceas. Es originaria de México.

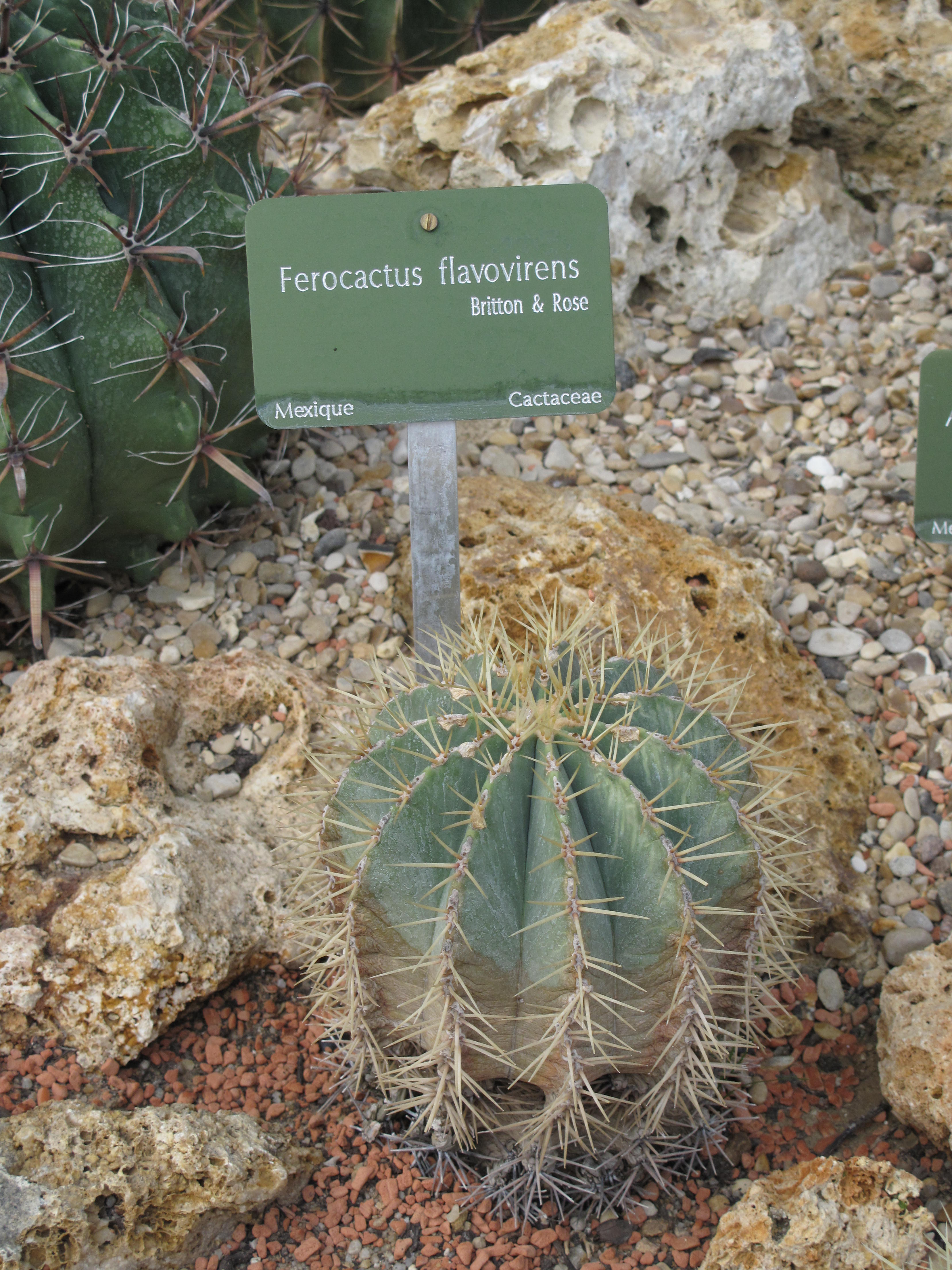
Vista de la planta

## Descripción
Se trata de una planta que crece con muchos tallos y alcanza una altura de hasta 1 metro y un diámetro de más de 2 metros. Los tallos individuales son esféricos a cilíndricos, de color verde. Tiene 13 afiladas costillas. Las areolas están muy separadas. Las espinas, como agujas, son de color marrón claro a gris. Los cuatro a seis espinas centrales son de hasta 8 cm de largo. Las aproximadamente 12 a 20 espinas radiales se irradian, las superiores son de color más claros. Las flores en forma de embudo, de color amarillo a rojo amarillento  aparecen en las areolas jóvenes en la punta de crecimiento. Alcanzan una longitud de hasta 3 centímetros y tienen un diámetro de 2.5 cm. Los frutos de hasta 2,8 cm de largo, son elipsoide y de color rojo.

## Distribución
Ferocactus flavovirens se encuentra en los estados mexicanos de Puebla y Oaxaca.

## Taxonomía
Ferocactus flavovirens fue descrita por (Scheidw.) Britton & Rose y publicado en The Cactaceae; descriptions and illustrations of plants of the cactus family 3: 138, 13, f. 1, en el año 1922.
Etimología
Ferocactus: nombre genérico que deriva del adjetivo latíno "ferus" = "salvaje" , "indómito" y "cactus", para referirse a las fuertes espinas de algunas especies.
flavovirens epíteto latino que significa "verdoso".
Sinonimia
- Bisnaga flavovirens (Scheidw.) Orcutt
- Echinocactus flavovirens Scheidw.	basónimo
- Parrycactus flavovirens (Scheidw.) Doweld[3][4][5]